# Kasigluk
Kasigluk ist ein Ort und ein census-designated place (CDP) in der Bethel Census Area in Alaska. Von 1976 bis 1996 war Kasigluk eine City. Das U.S. Census Bureau hatte bei der Volkszählung 2020 eine Einwohnerzahl von 623 ermittelt. Das Eskimo-Dorf liegt im Yupik-Sprachenraum.

## Geographie
Kasigluk befindet sich im Südwesten von Alaska im Yukon-Kuskokwim-Delta 40 km westnordwestlich vom Verwaltungszentrum Bethel. Kasigluk verteilt sich auf zwei Siedlungen, „Old Kasigluk“ am linken Ufer und „New Kasigluk“ etwa 1,7 km flussabwärts am rechten Ufer eines rechten Flussarms des Johnson River, ein rechter Nebenfluss des Kuskokwim River. Bei New Kasigluk befindet sich ein Flugplatz. Kasigluk ist von zahlreichen kleineren und größeren Seen umgeben. Der nächstgelegene Ort ist Nunapitchuk, 4 km nordöstlich von New Kasigluk. Kasigluk befindet sich im Schutzgebiet Yukon Delta National Wildlife Refuge.

## Geschichte
Kasigluk ist eines der sogenannten „Tundradörfer“, die anderen beiden sind Nunapitchuk und Atmautluak. Diese bildeten von 1969 bis 1982 die „City of Akolmiut“. Anschließend war Kasigluk eine City. 1962 eröffnete ein Postamt in Kasigluk. 1996 gab der Ort den Gemeindestatus einer City zugunsten eines traditionellen Stammesrats (traditional council governance) auf. Seit dem Zensus 2000 ist Kasigluk ein census-designated place. Heute bildet Subsistenzwirtschaft einen Schwerpunkt des Gemeindelebens. Der Verkauf, die Einfuhr und der Besitz von Alkohol sind in Kasigluk verboten.

## Demografie
Zum Zeitpunkt der Volkszählung im Jahre 2020 (U.S. Census 2020) hatte Kasigluk 623 Einwohner auf einer Landfläche von 30,58 km². Von den Einwohnern waren 21 Weiße, einer afrikanisch-amerikanischer sowie 597 amerikanisch-indianischer Abstammung.
Beim Zensus im Jahr 2000 wurden 543 Einwohner gezählt, 2010 waren es 569.